# Hernán Patiño Mayer
Hernán María Patiño Mayer (Buenos Aires, 3 de diciembre de 1947) es un escribano y diplomático argentino, que se desempeñó como embajador de Argentina en Hungría, entre 2020 y 2023, designado por Alberto Fernández. Anteriormente, a pesar de no ser diplomático de carrera, también ocupó la titularidad de las embajadas argentinas ante la Organización de Estados Americanos (1991-1995) y Uruguay (1995-1997 y 2002-2009).

## Biografía
Nació en Buenos Aires en 1947. Realizó sus estudios primarios y secundarios en el Colegio Santa Isabel, de la orden salesiana, en San Isidro. Se graduó como abogado de la Pontificia Universidad Católica Argentina Santa María de los Buenos Aires en marzo de 1976. Al año siguiente consiguió su matrícula para ejercer como escribano en la Ciudad de Buenos Aires. Está afiliado al Partido Justicialista desde la década de 1970.
En 1989, el presidente Carlos Saúl Menem lo designó como delegado de la SIDE, con rango de ministro, en la misión argentina ante los organismos internacionales en Ginebra (Suiza). Posteriormente, el mismo Menem lo designó representante argentino ante la Organización de Estados Americanos (OEA) en 1991, manteniéndose en el cargo hasta el final del primer mandato de Menem. Éste, en su segundo mandato, lo designó embajador en Uruguay, cargo en el que se permaneció entre 1995 y 1998, cuando fue trasladado a la Comisión Administradora del Río de la Plata (CARP), ente del que ejerció la presidencia en 1999.
Durante la presidencia de Eduardo Duhalde volvió a ser designado embajador en Uruguay en enero de 2002; pese a no pertenecer al servicio exterior de la Nación, se mantuvo en el cargo en las subsiguientes presidencias de Néstor Kirchner y Cristina Fernández de Kirchner, hasta que finalmente renunció al cargo en 2009. Su renuncia se dio en medio de un escándalo por una expresiones elogiosas hacia el entonces presidente electo uruguayo José Mujica en el diario Perfil, que causaron quejas de la entonces oposición uruguaya.
En 2020, el presidente Alberto Fernández lo designó embajador en Hungría, y posteriormente, de manera concurrente fue designado embajador argentino en Croacia y Bosnia y Herzegovina.